# 성사동
성사동(星沙洞)은 경기도 고양시 덕양구에 있는 법정동이다. 행정동으로 성사1동, 성사2동이 있으며, 성사동 중 일부는 주교동 및 흥도동에서 관할하고 있다.

## 지명
성사동이라는 이름은 1912년 행정구역 개편시에 이 지역의 대표적인 마을인 ‘성라산촌’과 ‘사근사리’에서 한 글자씩을 따서 만들어진 이름이다. 현재도 이두 마을은 흥도동의 베라산이란 이름과 원당역 부근의 사근절이란 마을 이름으로 불리고 있다.

## 개요
대부분이 도시화된 마을로, 흔히 주교동과 함께 ‘원당’이라 불리고 있다. 주민이 많이 거주하고 있다. 대규모의 고층 아파트 단지는 없었고, 주로 연립주택이나 저층의 아파트가 세워져 있었으나 원당주공 1,2단지의 재개발로 인해 고층 아파트가 세워졌다. 서울로 출퇴근하는 주민이 많다. 상가가 밀집되어 있어 인구의 유동이 많으며 재래시장도 형성되어 있다. 서오릉 및 구산동과 서오릉로를 통해 직접 연결되어 있고, 고양시의 중심지에 위치해 있어, 일산-화정/능곡-행신동과 벽제-삼송지역의 연결점 역할 또한 수행하고 있는 지역인지라 교통이 매우 편리하다. 원당역 부근에는 덕양서원이나 기응세 묘소와 같은 행주 기씨의 유적이 남아있고, 주공아파트 부근에는 밀양 박씨 유적이 보존되어 있다. 술 전문박물관인 “배다리 박물관”이 개관해 지역의 명소가 되었다. 자연부락으로는 사근절마을과 수역이 마을이 있다. 이중 수역이 마을은 주공 아파트를 지나 의정부 방향에 있는데, 본래 논밭뿐인 농촌 마을이었으나 주택이 조금씩 들어서고 있다. 마을 사람들은 쐐기말이라고도 부른다. 마을 너머로 골프장이 있고 앞으로는 도로와 교외선이 지난다.

## 법정동
- 주교동
- 성사동

## 교육
- 성라초등학교
- 성사초등학교
- 성사중학교
- 성사고등학교
- 원당중학교

## 교통
- 교외선 원릉역
- 일산선 원당역
- 고양대로
- 충장로
- 덕양로
- 호국로
- 서오릉로